# Ярославец (река)
Ярославец (укр. Ярославець) — левый приток реки Киргиж-Китай, расположенный на территории Тараклийского (Молдавия), Тарутинского районам (Одесская область, Украина).

## География
Длина — 12 км. Долина с обрывистыми берегами, изрезана ярами и промоинами. Русло на протяжении всей длины пересыхает. На реке создано несколько прудов.
Берёт начало западнее села Тарутино и восточнее села Кириет-Лунга. Река течёт на юг, пересекает государственную границу Молдавии и Украины, далее течёт на юго-запад. Впадает в реку Киргиж-Китай (на 48-м км от её устья) севернее села Малоярославец Первый.
Притоки: нет крупных.
Населённые пункты: нет.